# Péter Balázs (kanotist)
Péter Balázs är en ungersk kanotist.
Han tog bland annat VM-guld i C-4 200 meter i samband med sprintvärldsmästerskapen i kanotsport 2007 i Duisburg.